# Music in Progress Tour
Music in Progress Tour è stata una tournée mondiale del gruppo progressive metal Dream Theater in supporto al loro secondo album in studio: Images and Words.
Il tour è iniziato il 15 maggio del 1993, a Warwick e si è concluso il 28 novembre del medesimo anno a Edimburgo

## Tipica scaletta

### Tappa Nord Americana
- Metropolis Part I
- Under a Glass Moon
- Status Seeker (con una nuova intro)
- Wait for Sleep
- Surrounded
- Puppies on Acid
- Take the Time
- To Live Forever con Within You Without You(Beatles)
- jam outro estesa
- Mike Portnoy assolo di batteria
- Another Day
- Pull Me Under
- ------------encore------------
- Eve
- Learning to Live
- Twin Peaks (outro tape)

### Tappa Giapponese
- Metropolis Part I
- Mission: Impossible
- Afterlife
- Under a Glass Moon
- Wait for Sleep
- Surrounded
- Ytse Jam con un assolo di Mike Portnoy
- Puppies on Acid
- Take the Time
- To Live Forever con Within You Without You (Beatles)
- Jam di gruppo (include un assolo di John Petrucci)
- A Fortune in Lies
- Another Day
- Pull Me Under
- -------------encore------------
- Eve
- Learning to Live
- Twin Peaks (outro tape)

### Tappa Europea
- Metropolis Part I
- Mission: Impossible
- Afterlife
- Under a Glass Moon
- Wait for Sleep
- Surrounded
- Ytse Jam (con un assolo di Mike Portnoy)
- Puppies on Acid
- Take the Time
- To Live Forever con Within You Without You (Beatles)
- Barfbag
- Another Day
- Only a Matter of Time
- March of the Tyrant (solo outro)
- Pull Me Under
- ------------encore------------
- Eve
- Learning to Live
- Twin Peaks (outro tape)

## Date e tappe
| Data                                                 | Città                                                | Paese                                                | Località                                             |
| Tappa 1: Nord America Supportta da: Galactic Cowboys | Tappa 1: Nord America Supportta da: Galactic Cowboys | Tappa 1: Nord America Supportta da: Galactic Cowboys | Tappa 1: Nord America Supportta da: Galactic Cowboys |
| ---------------------------------------------------- | ---------------------------------------------------- | ---------------------------------------------------- | ---------------------------------------------------- |
| 15 maggio 1993                                       | Warwick                                              | Stati Uniti d'America                                | Rocky Point Palladium                                |
| 16 maggio 1993                                       | Albany                                               | Stati Uniti d'America                                | Palace Theater                                       |
| 17 maggio 1993                                       | Syracuse                                             | Stati Uniti d'America                                | Symphony Hall                                        |
| 18 maggio 1993                                       | Buffalo                                              | Stati Uniti d'America                                | Impaxx                                               |
| 20 maggio 1993                                       | Flint                                                | Stati Uniti d'America                                | Capitol Theater                                      |
| 21 maggio 1993                                       | Columbus                                             | Stati Uniti d'America                                | Newport Music Hall                                   |
| 22 maggio 1993                                       | Nashville                                            | Stati Uniti d'America                                | Starwood Amphitheater                                |
| 23 maggio 1993                                       | Saint Louis                                          | Stati Uniti d'America                                | American Theater                                     |
| 26 maggio 1993                                       | Dallas                                               | Stati Uniti d'America                                | City Limits Outdoors                                 |
| 27 maggio 1993                                       | Houston                                              | Stati Uniti d'America                                | Tower Theater                                        |
| 28 maggio 1993                                       | San Antonio                                          | Stati Uniti d'America                                | Majestic Theater                                     |
| 29 maggio 1993                                       | El Paso                                              | Stati Uniti d'America                                | Wet 'n' Wild Park                                    |
| 31 maggio 1993                                       | Tempe                                                | Stati Uniti d'America                                | Club Rio                                             |
| 1º giugno 1993                                       | Ventura                                              | Stati Uniti d'America                                | Ventura Theater                                      |
| 3 giugno 1993                                        | Anaheim                                              | Stati Uniti d'America                                | Celebrity Theater                                    |
| 5 giugno 1993                                        | San Francisco                                        | Stati Uniti d'America                                | The Warfield                                         |
| 8 giugno 1993                                        | Seattle                                              | Stati Uniti d'America                                | Paramount Theater                                    |
| 9 giugno 1993                                        | Portland                                             | Stati Uniti d'America                                | Roseland Theater                                     |
| 14 giugno 1993                                       | Denver                                               | Stati Uniti d'America                                | Mammoth Event Center                                 |
| 16 giugno 1993                                       | Omaha                                                | Stati Uniti d'America                                | Peony Park                                           |
| 17 giugno 1993                                       | Wichita                                              | Stati Uniti d'America                                | The Cotillion                                        |
| 18 giugno 1993                                       | Kansas City                                          | Stati Uniti d'America                                | Memorial Hall                                        |
| 19 giugno 1993                                       | Tulsa                                                | Stati Uniti d'America                                | Brady Theater                                        |
| 22 giugno 1993                                       | Toledo                                               | Stati Uniti d'America                                | Roxanne's                                            |
| 23 giugno 1993                                       | Grand Rapids                                         | Stati Uniti d'America                                | Club Eastbrook                                       |
| 25 giugno 1993                                       | Chicago                                              | Stati Uniti d'America                                | The Vic Theater                                      |
| 26 giugno 1993                                       | Detroit                                              | Stati Uniti d'America                                | The State Theater                                    |
| 27 giugno 1993                                       | Cleveland                                            | Stati Uniti d'America                                | The Agora                                            |
| 29 giugno 1993                                       | Milwaukee                                            | Stati Uniti d'America                                | Summerfest Rock Stage                                |
| 30 giugno 1993                                       | Green Bay                                            | Stati Uniti d'America                                | The Orpheum                                          |
| 2 luglio 1993                                        | Detroit Lakes                                        | Stati Uniti d'America                                | Soo Pass Ranch                                       |
| 4 luglio 1993                                        | Fort Wayne                                           | Stati Uniti d'America                                | Pierre's                                             |
| 6 luglio 1993                                        | Indianapolis                                         | Stati Uniti d'America                                | City Lights                                          |
| 7 luglio 1993                                        | Pittsburgh                                           | Stati Uniti d'America                                | I.C. Light Tent                                      |
| 9 luglio 1993                                        | Springfield                                          | Stati Uniti d'America                                | Riverside Park                                       |
| 10 luglio 1993                                       | Norwalk                                              | Stati Uniti d'America                                | The Marquee                                          |
| 13 luglio 1993                                       | Amenia                                               | Stati Uniti d'America                                | Ticket's                                             |
| 14 luglio 1993                                       | Baltimora                                            | Stati Uniti d'America                                | Pier Six Pavilion                                    |
| 15 luglio 1993                                       | Rochester (New York)                                 | Stati Uniti d'America                                | Downtown Festival Tent                               |
| 18 luglio 1993                                       | Hampton Beach                                        | Stati Uniti d'America                                | Casino Ballroom                                      |
| 19 luglio 1993                                       | Montréal                                             | Canada                                               | Le Club Soda                                         |
| 20 luglio 1993                                       | Toronto                                              | Canada                                               | R.P.M.'s                                             |
| 22 luglio 1993                                       | New York                                             | Stati Uniti                                          | Manhattan Center                                     |
| Tappa 2: Giappone                                    |                                                      |                                                      |                                                      |
| 23 agosto 1993                                       | Tokyo                                                | Giappone                                             | Shinjuku Kouseinenkin Kaikan Hall                    |
| 25 agosto 1993                                       | Tokyo                                                | Giappone                                             | Nakano Sun Plaza                                     |
| 26 agosto 1993                                       | Tokyo                                                | Giappone                                             | Nakano Sun Plaza                                     |
| 28 agosto 1993                                       | Osaka                                                | Giappone                                             | Festival Hall                                        |
| Tappa 3: Europa Supportata da: Damn the Machine      |                                                      |                                                      |                                                      |
| 25 ottobre 1993                                      | Oslo                                                 | Norvegia                                             | Rockefeller Music Hall                               |
| 27 ottobre 1993                                      | Stoccolma                                            | Svezia                                               | Gino                                                 |
| 28 ottobre 1993                                      | Malmö                                                | Svezia                                               | Kulturbolaget                                        |
| 29 ottobre 1993                                      | Copenaghen                                           | Danimarca                                            | Pumpehuset                                           |
| 31 ottobre 1993                                      | Arnhem                                               | Paesi Bassi                                          | Aardschok Festival (Rijnhal)                         |
| 1º novembre 1993                                     | Amburgo                                              | Germania                                             | Docks                                                |
| 2 novembre 1993                                      | Amburgo                                              | Germania                                             | Docks                                                |
| 3 novembre 1993                                      | Neu Isenburg                                         | Germania                                             | Hugenottenhalle                                      |
| 5 novembre 1993                                      | Bonn                                                 | Germania                                             | Biskuithalle                                         |
| 6 novembre 1993                                      | Norimberga                                           | Germania                                             | Resi                                                 |
| 7 novembre 1993                                      | Stoccarda                                            | Germania                                             | LKA-Longhorn                                         |
| 8 novembre 1993                                      | Bielefeld                                            | Germania                                             | PC69                                                 |
| 9 novembre 1993                                      | Berlino                                              | Germania                                             | Huxley's Neue Welt                                   |
| 11 novembre 1993                                     | Monaco di Baviera                                    | Germania                                             | Zeppelinhalle                                        |
| 12 novembre 1993                                     | Saarburg                                             | Germania                                             | Stadthalle                                           |
| 14 novembre 1993                                     | Sursee                                               | Svizzera                                             | Stadthalle                                           |
| 15 novembre 1993                                     | Milano                                               | Italia                                               | Palasesto                                            |
| 17 novembre 1993                                     | Parigi                                               | Francia                                              | Elysee Montmartre                                    |
| 18 novembre 1993                                     | Deinze                                               | Belgio                                               | Brielpoort                                           |
| 20 novembre 1993                                     | Cardiff                                              | Galles                                               | St. David's Hall                                     |
| 21 novembre 1993                                     | Londra                                               | Inghilterra                                          | Astoria Theatre                                      |
| 22 novembre 1993                                     | Wolverhampton                                        | Inghilterra                                          | Wulfrum Hall                                         |
| 24 novembre 1993                                     | Nottingham                                           | Inghilterra                                          | Rock City                                            |
| 25 novembre 1993                                     | Bradford                                             | Inghilterra                                          | Queen's Hall                                         |
| 26 novembre 1993                                     | Manchester                                           | Inghilterra                                          | Manchester University                                |
| 28 novembre 1993                                     | Edimburgo                                            | Scozia                                               | Queen's Hall                                         |

## Formazione
- James LaBrie – voce
- John Petrucci – chitarra
- Kevin Moore – tastiera
- John Myung – basso
- Mike Portnoy – batteria